# 판 타데우시

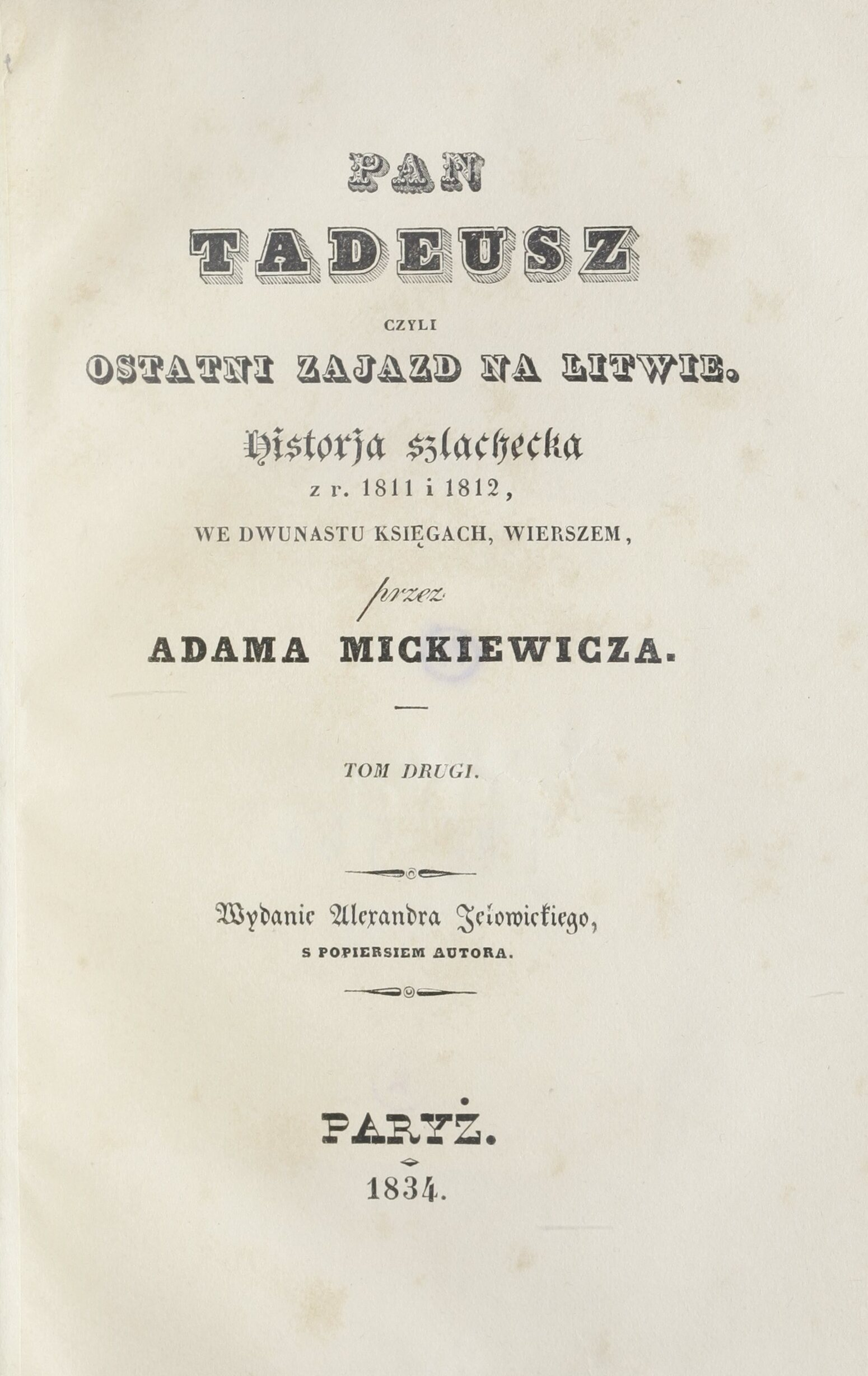

판 타데우시(폴란드어: Pan Tadeusz)는 아담 미츠키에비치의 1834년 장편 서사시이다. 작자의 고향 리투아니아의 아름다운 자연과 풍속을 배경으로 1811-1812년의 폴란드 사회사(社會史)를 묘사한 약 1만 행 12편으로 된 대서사시인데 소설의 요소를 교묘하게 포함시키고 있다. 이야기의 중심은 대귀족 호레슈코가(家)와 소귀족 소프리츠아가 사이의 역대에 걸친 불화에 있는데 타데우시의 부친 야체크 소프리츠아가 젊은 날의 과오를 속죄하기 위해 신부(神父)가 되어 조국 재건운동에 투신하면서 양가의 화해를 스스로의 행동을 통해 가능케 만들기까지의 경위를 묘사하고 있다.
- 한국 에스페란티스토 판 타데우시 공부모임 - 69회

## 같이 보기
- 폴란드 문학